# Leinleiter
Leinleiter – rzeka w Bawarii, w Szwajcarii Frankońskiej, uchodzi do Wiesent (prawy dopływ).